# Kościół Matki Boskiej Bolesnej na Szwedzkiej Górce
Kościół pielgrzymkowy pod wezwaniem Matki Boskiej Bolesnej na Szwedzkiej Górce – pielgrzymkowy kościół filialny na Szwedzkiej Górce, w pobliżu Przydroża Małego, należący do parafii pod wezwaniem św. Floriana w Przydrożu Małym, w Dekanacie Biała, w Diecezji opolskiej.

## Historia
Początki tego miejsca kultu wiążą się z istniejącą tu wcześniej kapliczką z obrazem Matki Bożej Nieustającej Pomocy, na którym umieszczona była data 1678. W 1741 roku, w miejscu starej kapliczki wybudowano nową dużą kaplicę. Dzieła tego podjął się miejscowy nauczyciel August Jensch, przy czym znaczną pomoc okazała mu hrabina Maria Chorinski z domu Starhemberg-Herbestein, przydzielając potrzebny materiał budowlany. Miejscowa zaś ludność użyczyła rąk do pracy. W nowej kaplicy umieszczono w ołtarzu o cechach barokowo-rokokowych drewnianą rzeźbę Piety. Czczony zaś od kilku pokoleń obraz ustawiono w ołtarzu bocznym.
W 1844 roku dzięki staraniom nauczyciela Józefa Straussa, przebudowano kaplicę ponownie. W 1894 roku tym razem z inicjatywy opiekującej się przez wiele lat kaplicą rodziny Scholz-Gerlich dokonano następnej rozbudowy, ponadto wokół kościoła postawiono murowane stacje Drogi Krzyżowej oraz szereg małych kapliczek, przedstawiających tajemnice z życia Pana Jezusa i Matki Bożej. Dalszą rozbudowę kościoła na pocz. XX wieku prowadzili korfantowcy proboszczowie ks. Emil Hauptstock i ks. Walenty Wojciech – późniejszy sufragan wrocławski.
Po raz ostatni kościółek był rozbudowany w 1936 roku, wtedy to starą zakrystię znajdującą się we wschodniej części świątyni przebudowano na prezbiterium. Ustawiono w nim nowy neobarokowy ołtarz z piaskowcową Pietą, zakupiony w 1907 roku przez ks. Walentego Wojciecha. Mimo tego, że w marcu 1945 roku w pobliżu kościółka toczyły się zacięte walki, nie doznał on większych szkód.
Dopiero po wojnie rozpoczął się okres zaniedbania świątyni, wtedy też skradziono część wyposażenia kościółka i kaplic, lecz największą stratą było zniknięcie cudownego obrazu Matki Bożej, o którym jest mowa w legendzie. Renesans tego miejsca nastąpił dopiero w latach 70. XX wieku, gdy sanktuarium przejęte zostało przez parafię pod wezwaniem Nawiedzenia Najświętszej Marii Panny w Ścinawie Małej. W 1989 roku, w związku z powołaniem do istnienia parafii pw. św. Floriana w Przydrożu Małym, Szwedzka Górka po raz kolejny zmieniła swoją przynależność, stając się częścią nowo powstałej parafii. Dziś Szwedzka Górka nadal pozostaje miejscem częstych pielgrzymek dla mieszkańców miejscowości byłego powiatu niemodlińskiego oraz powiatów prudnickiego i nyskiego.